# Steeler (US-amerikanische Band)
Steeler war eine US-amerikanische Heavy-Metal-Band, die 1983 ihr einziges Album veröffentlichte. Bekannteste Mitglieder waren der Gitarrist Yngwie Malmsteen und der Metalsänger Ron Keel (Gründer von Keel). Der Bandname „Steeler“ bezog sich auf einen Song von Judas Priest.

## Geschichte
Steeler wurden zu Beginn der 1980er Jahre in Nashville, Tennessee von Sänger Ron Keel gegründet und veröffentlichen 1982 eine selbstfinanzierte Single namens Cold Day In Hell. Die Band erregte so das Interesse von Brian Slagel, der den Song daraufhin auf seiner ersten Metal Massacre Compilation unterbrachte. Die Band siedelte daraufhin nach Los Angeles um und wurde von Mike Varneys Label Shrapnel Records unter Vertrag genommen. Zu diesem Zeitpunkt bestanden Steeler neben Keel aus Gitarrist Michael Dunigan, Bassist Tim Morrison und Schlagzeuger Bobby Eva.
Varney half bei der Umgestaltung der Bandbesetzung und stellte den Kontakt zum schwedischen Gitarristen Yngwie Malmsteen her, der fortan Dunigan ersetzte. Die Rhythmus-Sektion von Steeler wurde ebenfalls ausgetauscht. So kam für Bassist Morrison der ehemalige W.A.S.P.-Bassist Rik Fox und für Drummer Bobby Eva kam Mark Edwards. Mike Varney produzierte ihr selbstbetiteltes Debütalbum, das 1983 erschien und weltweit in der Rockszene einiges an Aufmerksamkeit bekam. Trotzdem verließ Malmsteen die Band in Richtung Alcatrazz, was wiederum den Ausstieg von Fox und Edwards zur Folge hatte. 
Keel heuerte kurzzeitig Mitch Perry (Gitarre), Greg Chaisson (Bass) und Bobby Marks (Schlagzeug) an, bevor er die Band endgültig auflöste. Yngwie Malmsteen avancierte in der Folgezeit zu einem der einflussreichsten und bekanntesten so genannten Gitarrenhelden der 1980er Jahre, während Ron Keel mit seiner Band Keel einige vielbeachtete Alben veröffentlichte.

## Diskografie

### Alben
- 1983: Steeler
- 2006: Metal Generation – The Anthology (unveröffentlichte Songs, Live-Outtakes u. a.)

### Singles
- 1982: Cold Day in Hell